# Gradi delle forze armate dello Stato Pontificio
Nella seguente tabella sono riportati i gradi delle forze armate dello Stato Pontificio. Gran parte degli organismi militari dell'ex Stato Pontificio vennero aboliti con una riforma voluta da papa Paolo VI nel 1970, ma le insegne di grado riportate per esercito, marina e zuavi pontifici vennero abolite già dal 1870 con il termine dello Stato Pontificio e l'annessione di Roma al Regno d'Italia
| Esercito dello Stato della Chiesa    | Zuavi pontifici                      | Marina pontificia              | Guardia svizzera pontificia                  | Guardia nobile                 | Guardia palatina d'onore       | Gendarmeria pontificia         |
| ufficiali generali                   | ufficiali generali                   | ufficiali generali             | ufficiali generali                           | ufficiali generali             | ufficiali generali             | ufficiali generali             |
| ------------------------------------ | ------------------------------------ | ------------------------------ | -------------------------------------------- | ------------------------------ | ------------------------------ | ------------------------------ |
| Generale di Corpo d'Armata           | grado equivalente non previsto       | Ammiraglio                     | grado equivalente non previsto               | grado equivalente non previsto | grado equivalente non previsto | grado equivalente non previsto |
| Generale di Divisione                | grado equivalente non previsto       | Viceammiraglio                 | grado equivalente non previsto               | grado equivalente non previsto | grado equivalente non previsto | grado equivalente non previsto |
| Generale di Brigata                  | grado equivalente non previsto       | Contrammiraglio                | grado equivalente non previsto               | grado equivalente non previsto | grado equivalente non previsto | Comandante generale            |
| ufficiali superiori                  |                                      |                                |                                              |                                |                                |                                |
| Colonnello                           | Colonnello                           | Capitano di vascello           | Colonnello comandante (Oberst)               | grado equivalente non previsto | Colonnello comandante          | Colonnello                     |
| grado equivalente non previsto       | grado equivalente non previsto       | Capitano di fregata            | Tenente colonnello (Oberstleutnant e Kaplan) | grado equivalente non previsto | Tenente colonnello             | Tenente colonnello             |
| Maggiore                             | Maggiore                             | grado equivalente non previsto | Maggiore (Major)                             | grado equivalente non previsto | Maggiore                       | Maggiore                       |
| ufficiali inferiori                  |                                      |                                |                                              |                                |                                |                                |
| Capitano (frange fini)               | Capitano (frange fini)               | Luogotenente di vascello       | Capitano (Hauptmann)                         | Comandante (Capitano)          | Capitano                       | Capitano                       |
| Tenente (frange fini)                | Tenente (frange fini)                | Sottotenente di vascello       | grado equivalente non previsto               | Tenente                        | Tenente                        | Tenente                        |
| Sottotenente (frange fini)           | Sottotenente (frange fini)           | Guardiamarina                  | grado equivalente non previsto               | Sottotenente                   | Sottotenente                   | Sottotenente                   |
| grado equivalente non previsto       | grado equivalente non previsto       | grado equivalente non previsto | grado equivalente non previsto               | Esente                         | grado equivalente non previsto | grado equivalente non previsto |
| Aiutante sottufficiale (frange fini) | Aiutante sottufficiale (frange fini) | grado equivalente non previsto | grado equivalente non previsto               | Cadetto                        | grado equivalente non previsto | grado equivalente non previsto |
| sottufficiali sergenti               |                                      |                                |                                              |                                |                                |                                |
| Sergente maggiore                    | Sergente maggiore                    | Primo nocchiere                | Sergente maggiore (Feldweibel)               | grado equivalente non previsto | Sergente maggiore              | Sergente maggiore (Brigadiere) |
| Sergente                             | Sergente                             | Secondo nocchiere              | Sergente (Wachtmeister)                      | Foriere                        | Sergente                       | Sergente (Vicebrigadiere)      |
| truppa                               |                                      |                                |                                              |                                |                                |                                |
| Caporale                             | Caporale                             | Sottonocchiere                 | Caporale (Korporal)                          | grado equivalente non previsto | Caporale maggiore              | Caporale maggiore              |
| Vicecaporale                         | Vicecaporale                         | Marinario di I classe          | Vicecaporale (Vizekorporal)                  | Caporale                       | Caporale                       | Caporale                       |
| Soldato                              | Zuavo                                | Marinaio                       | Alabardiere/Guardia (Hellebardier/Gardist)   | Guardia                        | Guardia                        | Gendarme                       |